# Província de Fermo
La província de Fermo és una província que forma part de la regió de les Marques dins Itàlia. Va ser instituïda l'any 2004 i va entrar en funcions el 2009. La seva capital és la ciutat de Fermo.
Mirant cap a l'est al mar Adriàtic, limita al nord-oest amb la província de Macerata i al sud amb la província d'Ascoli Piceno. Té una àrea de 862,77 km², i una població total de 175.129 hab. (2016). Hi ha 40 municipis a la província.